# Всесоюзная спартакиада 1928
Всесоюзная спартакиада состоялась 12—24 августа 1928 года в Москве (некоторые соревнования прошли в более ранние или более поздние сроки; соревнования по гребле и парусному спорту прошли в Ленинграде). Спартакиада была посвящена первому пятилетнему плану развития народного хозяйства СССР. Соревнования проходили по 21 виду спорта.
Главным стадионом Спартакиады, на котором проходила церемония открытия и футбольные матчи, стал стадион «Динамо» в Петровском парке. Строительство этого стадиона, ставшего крупнейшим в СССР (25 тыс. зрителей), а также водной станции «Динамо» у Крымского моста, было закончено в 1928 году.

## Участники
В соревнованиях приняло участие 7125 спортсменов, из них 612 — представители заграничных рабочих спортивных организаций 17 стран. Самые крупные зарубежные делегации прибыли из Германии и Финляндии.
Значительная часть зарубежных спортсменов представляли не Красный спортивный интернационал (КСИ), который в основном состоял из спортсменов СССР, а Люцернский спортивный интернационал (ЛСИ). ЛСИ запретил своим членам участвовать в Спартакиаде, и многие из спортсменов за участие были исключены из входящих в него организаций.
Прибывших из заграницы разместили в 3-м Доме Советов на углу Садовой Каретной улицы и Божедомского переулка, из других городов СССР — в удаленных от центра Чернышевских казармах на Большой Серпуховской улице. Всего в 3-м Доме Советов разместились спортсмены следующих стран:
|  | - Германия — 195 чел. - Финляндия — 83 - Австрия — 71 - Швейцария — 51 - Швеция — 42 - Англия — 31 - Франция — 26 - Норвегия — 24 - Чехословакия — 19 - Уругвай — 19 - Латвия — 17 - Эстония — 14 - Аргентина — 1 - Алжир — 1 |

Советские спортсмены, которые участвовали во Всесоюзной спартакиаде 1928 года, территориально распределялись следующим образом:
- Москва — 663 чел.
- Закавказская СФСР — 457
- Украинская ССР — 426
- Ленинград — 400
- Центрально-промышленный район — 284
- Северный Кавказ — 274
- Волжский район — 218
- Белорусская ССР — 184
- Урал — 128
- Крым — 127

## Общекомандное первенство
Союзные республики выступали отдельными командами, за исключением РСФСР, которая была представлена 12 командами:
- Москва;
- Ленинград;
- автономные республики и области;
- Волжский район (в том числе Астрахань, Волгоград, Самара, Ульяновск);
- Дальневосточный край;
- Крым;
- Северный Кавказ (в том числе Краснодар, Ростов-на-Дону);
- Северный район (в том числе Архангельск, Вологда);
- район Сибири (в том числе Иркутск, Красноярск, Новосибирск, Чита);
- район Урала (в том числе Пермь, Свердловск, Челябинск);
- Центрально-земледельческий район (в том числе Воронеж, Орёл, Рязань, Тамбов);
- Центрально-промышленный район (в том числе Владимир, Иваново, Кострома, Нижний Новгород, Тула, Ярославль).[10]

Общекомандное первенство подводилось по двум группам. Результаты:
По группе союзных республик
- 1-е место — РСФСР;
- 2-е место — Украинская ССР;
- 3-е место — Белорусская ССР.

По группе районов РСФСР
- 1-е место — Москва;
- 2-е место — Ленинград;
- 3-е место — Центрально-земледельческий район.

## Соревнования по отдельным видам спорта

### Баскетбол
Впоследствии результаты спортсменов СССР вошли в статистику в качестве 3-го чемпионата СССР.
Мужчины
Финал Спартакиады: Москва — Украинская ССР

 Сборная Москвы: С. Воробьёв, А. Гусев, М. Медведев, Н. Строкин, К. Травин.
Женщины
Финал первенства РСФСР: Ленинград — Москва 36:13

 Финал Спартакиады: Ленинград — Белорусская ССР 28:8

 Сборная Ленинграда: Е. Белова, В. Григорьева, В. Журавлёва, Н. Минина, Ал. Пискарёва, Ант. Пискарёва, А. Федорович.

### Бокс
Участвовало 67 спортсменов, из них 29 — зарубежных (Англия, Германия, США, Финляндия, Швейцария, Эстония). В 4 весовых категориях победы одержали боксёры СССР: Сергей Целовальников в весе «пера», полусредневес Иван Богаев, средневес Яков Браун (все — Москва) и тяжеловес Артур Вевель (Ленинград), в 4 — зарубежные боксёры: представители Финляндии Юрье Паакки в весе «мухи» и полутяжеловес Гуннар Берлунд (ставший в 1934 году чемпионом Европы в тяжёлом весе), представители Англии Браун в весе «петуха» и легковес Моис.

### Классическая борьба
В соревнованиях по классической (современное название — греко-римская) борьбе участвовали зарубежные спортсмены из Австрии, Германии, Латвии, Финляндии, Швейцарии, Швеции и Эстонии. Впоследствии результаты спортсменов СССР вошли в статистику в качестве 3-го чемпионата СССР.
Победителями стали: Григорий Серганский в наилегчайшем весе, Александр Борзов (оба — Москва) в легчайшем весе, Филипп Зуев (Ленинград) в полулёгком весе, Владимир Иванов (Москва) в лёгком весе, Георгий Рибсон (Нижний Новгород) в среднем весе, Вернер Зееленбиндер (Германия) в полутяжёлом весе, П. Понсен (Финляндия) в тяжёлом весе.

### Велоспорт
Впоследствии результаты спортсменов СССР вошли в статистику в качестве 3-го чемпионата СССР. Его победителями стали представители Москвы: Алексей Куприянов и Мария Душухина — спринтерская гонка, Павел Миронов — гит на 1 км, Алексей Ерохин и Т. Никанорова — групповая шоссейная гонка (на 100 км у мужчин и 10 км у женщин) и др.

### Волейбол
13—17 августа. Результаты:
Мужчины
Финал Спартакиады: Украинская ССР — Москва 2:0 (15:12, 15:12)

 Сборная Украинской ССР: Елисеев, Карский, Михайличенко, Музыкантский, Прусак, Соломин, Шатоха.
Женщины
Финал Спартакиады: Москва — Украинская ССР 2:0 (15:8, 15:0)

 сборная Москвы: Антонова, Кочержинская, Кочкина, Неугодова, Терещенко, Филиппова, Вихрева.
На Спартакиаде был продемонстрирован ряд новинок в технике и тактике. Так, волейболисты Дальневосточного края выполняли «хабаровский удар» — удар по мячу, посланному пасующим низко над сеткой.

### Гандболи ручной мяч
17—23 августа. Соревнования проходили по ручному мячу (гандболу 11:11) и гандболу (7:7) у мужчин и женщин. Результаты:
Ручной мяч 11:11
Мужчины
В соревнованиях по ручному мячу 11:11 приняли участие команды Австрии и Германии.

 Москва — Германия 12:2.

 Москва — УССР: первый матч завершился со счётом 10:3, но после протеста УССР была назначена переигровка; повторный матч при счёте 4:3 был прекращён во втором тайме.

 ЗСФСР — Австрия 3:2.

 Москва — ЗСФСР 17:0 (товарищеский матч).
Женщины
Москва — УССР 3:0
Гандбол 7:7
Мужчины
УССР — ЗСФСР 23:0.
Женщины
Матч УССР — ЗСФСР не состоялся из-за отказа команды ЗСФСР.
Как указано в справочнике «Гандбол» (1982), «неудачный дебют гандбола и ручного мяча на I Всесоюзной спартакиаде 1928 года на многие годы подорвал авторитет вида спорта, лишив его поддержки со стороны физкультурных организаций»; кризис был преодолён только к концу 1940-х — началу 1950-х годов.

### Спортивная гимнастика
Гимнастика была незачётным видом спорта. Участвовало 60 спортсменов — 5 команд по 8 человек и 20 гимнастов в личном первенстве. Впоследствии эти соревнования вошли в статистику в качестве 1-го чемпионата СССР.
Гимнасты разыграли первенство по многоборью, в которое были включены, помимо 6 традиционных упражнений, 3 прикладных вида — бег на 100 м, лазание по канату и преодоление полосы препятствий. В личном первенстве победил Мечислав Мурашко (Ташкент), в командном — сборная Украинской ССР.

### Академическая гребля
Впоследствии результаты соревнований вошли в статистику в качестве 1-го чемпионата СССР.
Трёхкратным победителем стал Михаил Савримович (Ленинград) — на одиночке, на двойке парной и четвёрке распашной с рулевым (двукратным чемпионом стал Пётр Дундур). Остальные виды — восьмёрку у мужчин, одиночку (Л. Филимонова), четвёрку распашную и восьмёрку — выиграли представители Москвы.

### Гребля на байдаркахи народных судах
4—6 августа, Ленинград, Малая Невка. Впоследствии результаты соревнований вошли в статистику в качестве 1-го чемпионата СССР.
Соревнования проходили на следующих лодках:
- байдарка — одиночка и двойка (дистанции 500 м у женщин, 1000 м у мужчин);
- полугичка — двойка и четвёрка (дистанции 1500 м у женщин, 2000 м у мужчин);
- чёлн-двойка, ял-шестёрка (только у мужчин на дистанции 2000 м).

Большинство видов выиграли гребцы Ленинграда; двукратной чемпионкой в гребле на байдарках стала А. И. Буторина (Ленинград).

### Лёгкая атлетика
11—21 августа, Стадион профсоюза пищевиков. Участвовало 1281 спортсмен, которые представляли 5 союзных республик, 12 районов РСФСР и 11 иностранных делегаций (более 160 представителей Австрии, Англии, Германии, Латвии, Норвегии, Финляндии, Франции, Чехословакии, Швейцарии, Швеции и Эстонии). Награды разыгрывались в 63 видах. Впоследствии результаты спортсменов СССР в 35 видах вошли в статистику в качестве 6-го чемпионата СССР. В ходе соревнований было установлено 38 рекордов СССР.
Наиболее отличились:
- Тимофей Корниенко (Дальневосточный край) — победил в беге на 100 м и 200 м, трижды побив рекорды СССР; со временем финала на 100 м он мог бы бороться за медаль на проходивших в это же время Олимпийских играх, а со временем полуфинала — бороться за «золото».
- Алексей Максунов (Ленинград) — в беге на 5000 м проиграл только финну Вольмари Исо-Холло (который через 4 года стал олимпийским чемпионом в беге на 3000 м с препятствиями и серебряным призёром на 10 000 м), в беге на 10 000 м с рекордом СССР победил всех, включая Исо-Холло.
- Мария Шаманова (Москва) — выиграла 5 видов: бег на 60 м, 100 м (с рекордом СССР), эстафету, прыжки в длину и троеборье (бег на 60 м, толкание ядра, прыжки в высоту).

Помимо Исо-Холло, из зарубежных спортсменов победили: Рехи (Эстония) — бег на 110 м с барьерами, прыжки в длину, Ханс Хеллгесен (Норвегия) — прыжки в высоту.
Среди других победителей: Арне Кивекяс — бег на 800 м, Николай Денисов (Москва) — бег на 1500 м, Николай Арбузников (Волжский район) — тройной прыжок, метание гранаты, Николай Озолин — прыжки с шестом, Дмитрий Марков (оба — Москва) — толкание ядра, Анатолий Решетников (Ленинград) — метание копья, Сергей Ляхов (Ашхабад) — метание молота, Арам Тер-Ованесян — метание диска, Александр Дёмин (Москва) — пятиборье, десятиборье.

### Парусный спорт
Парусная регата состоялась в пригородах Ленинграда. Впоследствии результаты соревнований вошли в статистику в качестве 1-го чемпионата СССР.
В соревнованиях приняли участие 66 яхтсменов — 22 экипажа. Яхты гонялись в районе Петергофа (с пересадкой рулевых), а швертботы — в Разливе.
Победителями соревнований стали Николай Мясников (Самара) — швертботы, Александр Бальсевич (военный моряк из Кронштадта) — яхты.

### Плавание
В плавательную программу входили соревнования по плаванию, прыжкам в воду и водному поло. В соревнованиях по плаванию и прыжкам в воду участвовали представители 6 иностранных делегаций (Австрии, Германии, Норвегии, Финляндии, Швейцарии и Швеции).
Плавание
11—17 августа, водная станция «Динамо». Участвовало более 500 спортсменов; рекордным по количеству участников оказалась дистанция 1500 м вольным стилем — 93 пловца. Впоследствии результаты спортсменов СССР вошли в статистику в качестве 6-го чемпионата СССР.
В программу было включено 23 дисциплины, зачётными из них были 6 наиболее популярных. Почти все призовые места завоевали пловцы Ленинграда и Москвы — они и заняли первые два места в командном зачёте; по одному первому месту заняли пловцы Закавказской СФСР и Финляндии (пловчиха Э. Лумивокко на дистанции 100 м вольным стилем). В ходе соревнований было установлено 18 рекордов СССР.
Наиболее отличились:
- Александр Шумин (Ленинград) — 8-кратный победитель: 100 м, 3000 м и 4×100 м вольным стилем, 100 м на спине, 100 м и 300 м на боку, комбинированная эстафета 4×100 м (все виды, кроме 100 м на спине — с рекордами СССР); 3-е место: 400 м вольным стилем.
- Владимир Китаев (Ленинград) — 4-кратный победитель: 400 м, 1500 м и 4×100 м вольным стилем, комбинированная эстафета 4×100 м (все виды с рекордами СССР); 2-е место: 100 м вольным стилем.
- Лидия Фёдорова (Москва) — 3-кратная победительница: 400 м, 1000 м и 4×100 м вольным стилем (все виды с рекордами СССР).
- Алексей Мареев (Москва) — 2-кратный победитель: 200 м и 400 м брассом (с рекордами СССР); 2-е место: комбинированная эстафета 4×100 м.

Двукратной победительницей (на 50 м вольным стилем и в эстафете) стала Суламифь Мессерер, впоследствии известная балерина.
Прыжки в воду
Впоследствии результаты соревнований вошли в статистику в качестве 4-го чемпионата СССР. Его победителями стали: у мужчин — Борис Ануфриев в прыжках с трамплина и Борис Астафьев в прыжках с вышки, у женщин Н. Сливина (все — Москва) на обоих снарядах.
Водное поло
Впоследствии результаты соревнований вошли в статистику в качестве 2-го чемпионата СССР.
Финал: Ленинград — Москва 6:0

 Сборная Ленинграда: Василий Поджукевич, Георгий Чернов, Владимир Китаев, Александр Смирнов, Павел Коузов.

### Регби
Встречались сборная Москвы и сборная Украины.

### Стрелковый спорт
Пулевая стрельба
Соревнования прошли на стрельбище «Динамо» в Мытищах. Среди победителей — Николай Панин-Коломенкин в стрельбе из пистолета.
Стендовая стрельба
Специально для проведения соревнований Спартакиады на площадке Останкинского стенда в 1927 году была создана траншея для размещения метательных машинок.
В соревнованиях участвовало более 80 спортсменов. Победителями стали: в личном первенстве (40 мишеней) — Д. Батырь (Украинская ССР, Житомир), в командном первенстве (6 человек по 20 мишеней) — сборная Москвы.

### Теннис
Турнир проводился на 10 кортах ЦДКА, а также на кортах Московского института физкультуры, парка «Сокольники», ТК металлистов и совторгслужащих.
Командные соревнования
Каждая команда состояла из 4 мужчин и 2 женщин. В соревнованиях приняли участие команды Англии, Уругвая, Финляндии, Франции и Швейцарии.

 Финал первенства РСФСР: Москва — Ленинград 8:3

 Финал открытого первенства СССР: Закавказская СФСР — Украинская ССР 7:4

 Финал Спартакиады: Москва — Закавказская СФСР 8:3

 Сборная Москвы: Елена Александрова, Всеволод Вербицкий (также известен как актёр театра), Николай Иванов, Анастасия Ланшина, Александр Правдин, Нина Теплякова, Евгений Тихонов, Борис Ульянов.
Личные соревнования
Впоследствии результаты соревнований вошли в статистику в качестве 4-го чемпионата СССР. Абсолютным чемпионом (то есть чемпионом во всех разрядах) стал Евгений Кудрявцев (Ленинград). Финалы:
- одиночный разряд (мужчины): Евгений Кудрявцев (Ленинград) — Всеволод Вербицкий (Москва) 6:4 6:3 0:6 6:4
- одиночный разряд (женщины): Софья Мальцева (Москва) — Нина Теплякова (Москва) 6:4 6:4
- парный разряд (мужчины): Е. Кудрявцев / В. Мультино (Ленинград) — Н. Бочаров / Е. Ованесов (Москва) 6:2 6:2 6:1
- парный разряд (женщины): О. Федоровская / В. Шлупп (Ленинград) — Т. Суходольская / З. Клочкова (Ленинград) 6:4 6:3
- смешанный парный разряд: Т. Суходольская / Е. Кудрявцев (Ленинград) — Т. Махмуд-Бек (Москва) / В. Мультино (Ленинград) 6:0 6:1[34]

### Тяжёлая атлетика
24—28 августа, павильон бывшей сельскохозяйственной выставки на стадионе МГСПС. Участвовало 82 спортсмена, которые представляли 7 союзных республик, 11 районов РСФСР и 3 иностранных делегации (Австрии, Швейцарии и Эстонии). Впоследствии результаты спортсменов СССР вошли в статистику в качестве 8-го чемпионата СССР.
В тяжёлом весе победил эстонец Арнольд Лухаяэр, незадолго до этого ставший серебряным призёром Олимпийских игр. Лухаяэр набрал в сумме пятиборья 550,5 кг; кроме него более 500 кг набрал только полутяжеловес Ян Спарре (Москва) — 516 кг. В других весовых категориях победили Григорий Гендриксон в весе «мухи», Алексей Петров в весе «пера», Арсений Никитин (все — Ленинград) в лёгком весе, Михаил Буйницкий (Нижний Новгород) в легчайшем весе, Дмитрий Поляков (Москва) в среднем весе. В ходе соревнований было установлено 8 рекордов СССР.

### Фехтование
15—21 августа. Фехтование было незачётным видом спорта. Участвовало 110 спортсменов; главный судья — А. П. Мордовин. Впоследствии эти соревнования вошли в статистику в качестве 1-го чемпионата СССР.
Победителями стали Константин Фельдман — рапира, Юрий Мордовин — сабля, Александр Нечаев (все — Ленинград) — винтовка с эластичным штыком, Е. Лопатина (Москва) — рапира.

### Футбол
15—22 августа, стадион «Динамо». В соревнованиях приняла участие 21 команда (из них 4 — зарубежных: Англия, Уругвай, Финляндия, Швейцария). Впоследствии результаты спортсменов СССР вошли в статистику в качестве чемпионата СССР.
Первоначально планировалось, что все команды сыграют на равных; в таком формате прошли первые 3 дня (11—13 августа). Затем по инициативе Грузии эти матчи были объявлены товарищескими, и был утверждён новый формат турнира: команды были разбиты на две группы — 12 команд регионов РСФСР в одной, команды остальных союзных республик и иностранные команды в другой; звание победителя Спартакиады разыгрывалось в финале.
Финал группы союзных республик: Украинская ССР — Уругвай 4:0

 Финал первенства РСФСР: Москва — Ленинград 5:3

 Финал Спартакиады: Москва — Украинская ССР 1:0

 Сборная Москвы: Михаил Леонов, Михаил Рущинский, Александр Старостин, Сергей Егоров, Фёдор Селин, Станислав Леута, Николай Старостин, Николай Троицкий, Пётр Исаков, Владимир Блинков, Александр Холин; тренер — Михаил Козлов.

## Спартакиада и почтовая связь
К Спартакиаде Густавом Клуцисом была создана серия почтовых открыток, каждая из которых была посвящена одному или нескольким видам спорта. Открытки представляли собой фотоколлажи, на некоторых были также лозунги — «За единство рабочих-спортсменов всех стран», «Каждый физкультурник должен быть метким стрелком» и др.
Применявшийся в дни Спартакиады для гашения корреспонденции специальный почтовый штемпель с надписью «Москва. Спартакиада» стал первым филателистическим материалом советской спортивной филателии. Гашение применялось для корреспонденции, отправленной из трёх мест: Чернышевских казарм, третьего Дома Советов и стадиона «Пищевик».